# Сипуче тіло

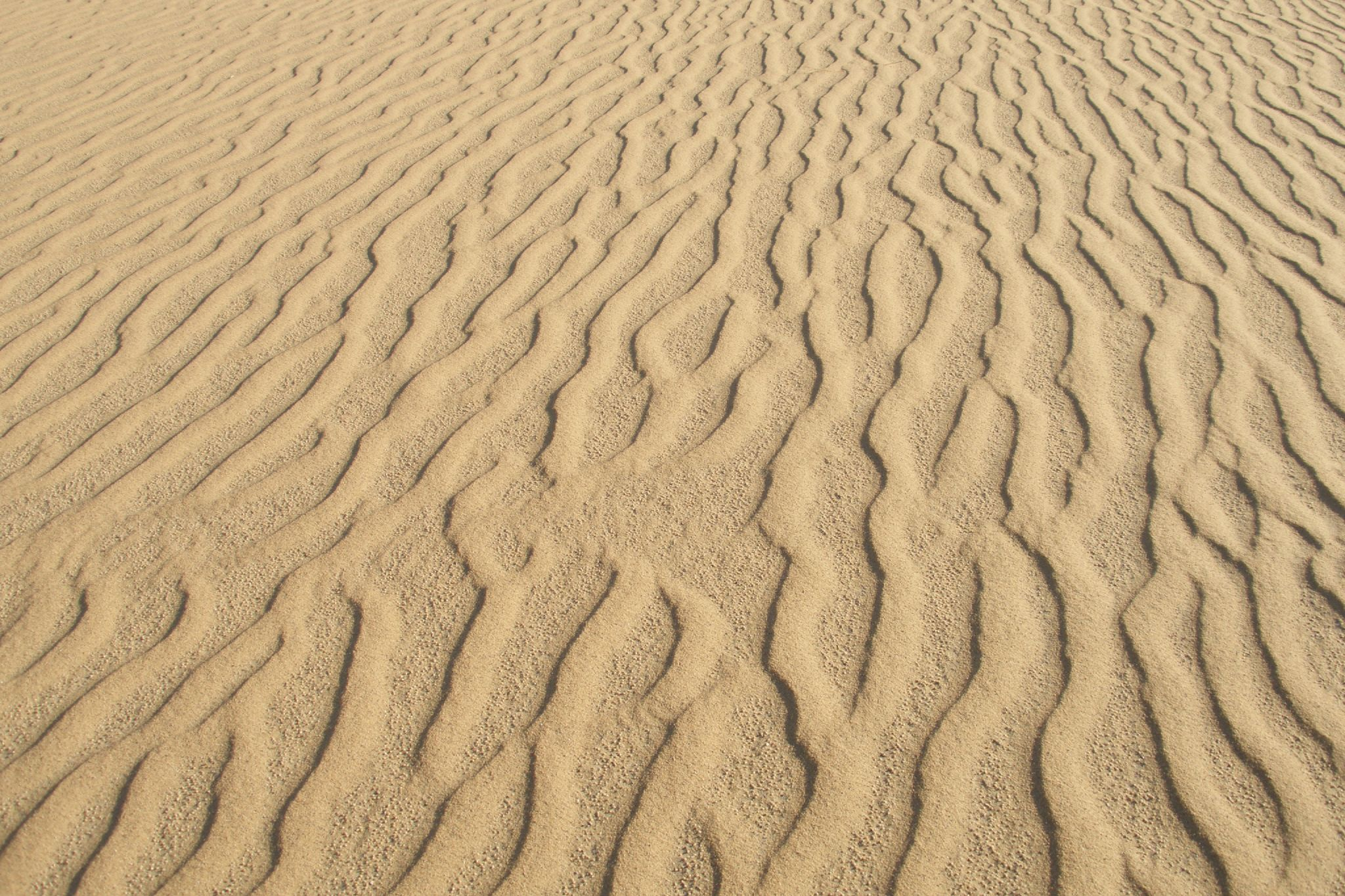
Піщані дюни

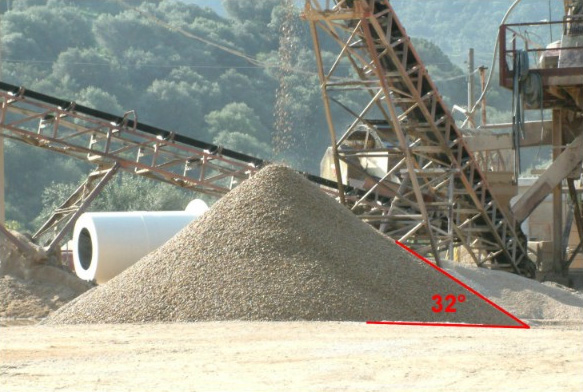
Висипаний великозернистий пісок утворює кут природного нахилу 32 °

Сипуче тіло — один із різновидів суцільного середовища, що складається з безлічі окремих макроскопічних твердих частинок, які втрачають механічну енергію при контактній взаємодії один з одним.

## Загальна характеристика
Фізика сипучого тіла відноситься до фізики м'якої речовини і розглядає питання статики і динаміки сипучих тіл. На практиці це може стосуватися випадків піску, ґрунтів, зерна, цементу тощо.
Також розглядаються властивості сипучих тіл і їх напружений стан.
У практичному плані це дозволяє проводити розрахунки:
- основ споруд на міцність,
- нахилів на стійкість,
- визначення тиску сипучого тіла:

- на підпірні стіни,
- на стіни сховищ,
- на заглиблені споруди тощо.

Для полегшення проведення практичних розрахунків використовуються допоміжні таблиці і графіки.

## Поняття гранулярної речовини
Зерниста (гранулярна) речовина — це система, що складається з багатьох макроскопічних частинок. Мікроскопічні частинки (атоми\молекули) описуються (в класичній механіці) всіма ступенями свободи системи. Макроскопічні частинки описуються лише ступенями свободи руху кожної частинки як твердого тіла. У кожній частці багато внутрішніх ступенів свободи. Розглянемо непружне зіткнення між двома частинками — енергія від швидкості твердого тіла передається мікроскопічній внутрішній структурі. Отримуємо «Дисипацію» — необоротне виділення тепла. Результат полягає в тому, що без зовнішнього впливу зрештою всі частинки перестануть рухатися. Для макроскопічних частинок теплові флуктуації не мають значення.
Коли сипка речовина є розрідженою та динамічною (керованою), вона називається гранулярним газом .
Коли сипка речовина щільна і статична, вона називається зернистою твердою речовиною.
Коли сипка речовина має середню щільність, то її називають гранулярна рідина.

## Цікаві факти
- Середня питома вага людського тіла менша за питому вагу сухого піску і тому хиткі піски не можуть засмоктати людину повністю з головою.